# Рыжковка (Оренбургская область)
Рыжковка — село в Переволоцком районе Оренбургской области в составе сельского поселения  Кубанский сельсовет.

## География
Находится на расстоянии примерно 38 километров по прямой на север-северо-восток от районного центра поселка Переволоцкий.

## История
Село основано украинцами в конце XIX – начале XX века. 

## Население
Население составляло 78 человек в 2002 году (72% русские),  74 по переписи 2010 года.